# لييف

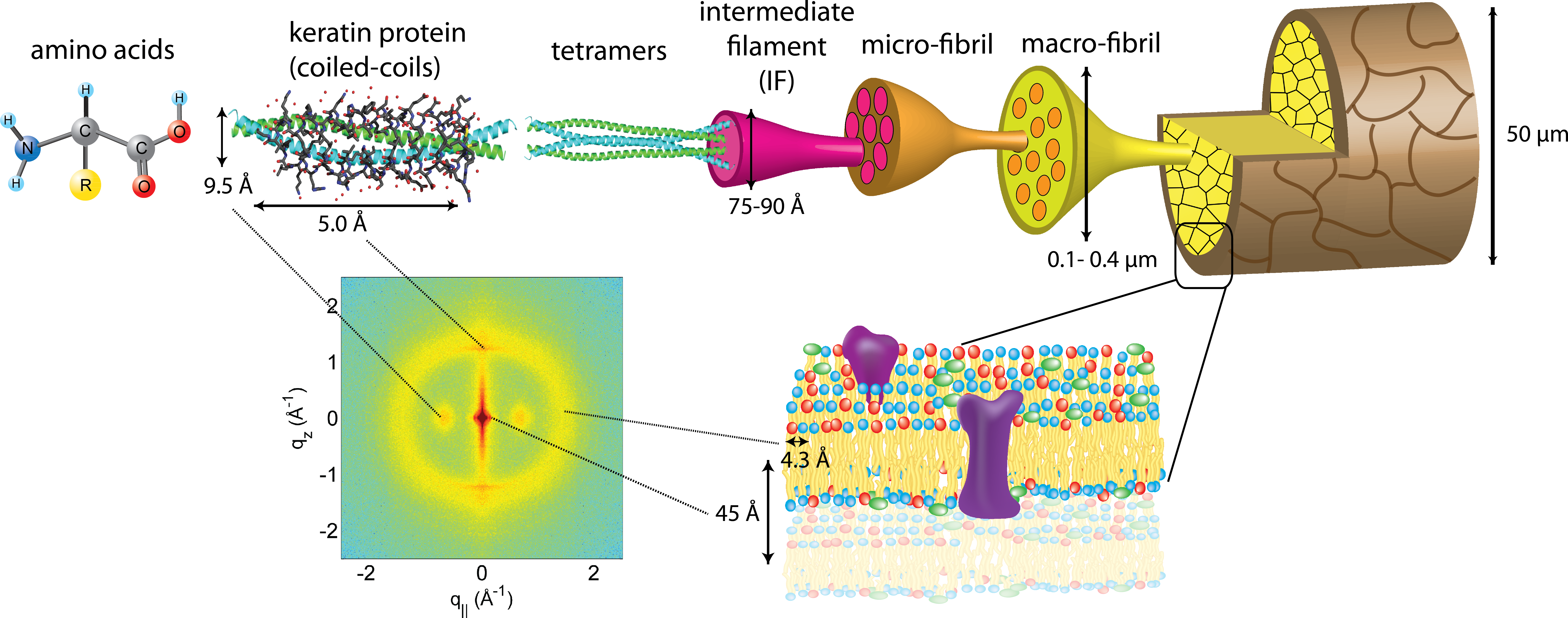
بنية هرمية للشعر في القشرة والجليدة.

اللييفات (بالإنجليزية: Fibrils)‏ هي بنُى بيولوجية موجودة لدى معظم الكائنات الحية تقريبا وهي مختلفة عن الليف والخيط. للييفات قطر يتراوح بين 10-100 نانومتر (في حين أن للألياف مقاييس بنى ميكروية أو ميلمترية وللخيوط البروتينية أقطار تترواح بين 10-50 نانومتر). لا تتواجد الليفات منفردة في العادة بل أجزاءً من بنى هرمية بيولوجية شائعة تتواجد في الأنظمة البيولوجية. بسبب الانتشار الكبير للييفات في الأنظمة البيولوجية فإن دراستها مهمة جدا في مجالات علم الأحياء الدقيقة والميكانيكا الحيوية وعلم المواد.

## البنية والميكانيكا
تتكون اللييفات من مكثورات حيوية خطية وتمتاز ببنية قضيبية ذات أطوال كبيرة مقارة بأقطارها، وتنتظم أحيانا بشكل عشوائي إلى بُنى لولبية. يمكن لليفات في مسائل الميكانيكا الحيوية أن تتصف بأنها عوارض كلاسيكية ذات مقاطع عرضية دائرية تقدر بالنانومتر، وهكذا فإن معادلات ثني العارضة البسيطة يمكن تطبيقها لحساب مقاومة الثني الخاصة باللييفات تحت ظروف التحميل المنخفضة للغاية. مثل معظم المكثورات الحيوية، تميل علاقات الإجهاد-التوتر الخاصة باللييفات إلى إظهار خصائص منطقة تو-هيل قبل المنطقة المرنية الخطية. وعكس المكثورات الحيوية لا تتصرف الليفات مثل المواد المتجانسة حيث ظهر أن القوة تتغير مع الحجم، وهو ما يشير إلى أن الأمر يختلف حسب البنية.